# Carl Wilhelm Jaspers

Carl Wilhelm Jaspers (Datierung unbekannt)

Carl Wilhelm Jaspers (* 1. Oktober 1850 in Sanderbusch; † 24. Februar 1940 in Oldenburg (Oldb)) war ein deutscher Politiker.

## Leben
Jaspers entstammte einer seit dem 16. Jahrhundert nachweisbaren jeverländischen Familie und war der Sohn des Gutsbesitzers Carl Wilhelm Jaspers (1817–1886) und dessen Ehefrau Antoinette Christine Louise geb. Drost (1823–1895). Er besuchte von 1861 bis 1870 das Mariengymnasium Jever und studierte anschließend von 1870 bis 1873 Rechtswissenschaft an den Universitäten Heidelberg, München, Berlin und Leipzig. 1874 trat er in den oldenburgischen Staatsdienst und wurde 1879 zum Amtshauptmann von Butjadingen ernannt. Aus einem persönlichen Unabhängigkeitsdrang heraus verließ Jaspers den Staatsdienst wieder und trat am 1. November 1881 in die Direktion der expandierenden Oldenburgischen Spar- und Leihbank ein. Neben der persönlichen Freiheit bedeutete diese Stellung auch finanziell eine Verbesserung. Als überzeugter Liberaler konservativer Prägung betätigte sich Jaspers auch politisch und war bis 1920 Mitglied und zeitweise Vorsitzender des Oldenburger Gesamtstadtrates. Von 1890 bis 1894 gehörte er dem Oldenburgischen Landtag an, lehnte aber schließlich eine erneute Kandidatur ab, da er sich auf die Dauer der Doppelbelastung als Bankdirektor und Abgeordneter nicht gewachsen fühlte. 1921 trat er aus der Bankdirektion aus und widmete sich in den folgenden Jahren ganz seinen Neigungen, zu denen vor allem die Jagd und die Malerei zählten.

## Familie

Henriette Jaspers, geborene Tantzen (Datierung unbekannt)

Am 26. Oktober 1881 heiratete Jaspers in Abbehausen Henriette Tantzen (1862–1941), die Tochter des liberalen Politikers Theodor Johann Tantzen (1834–1893) und Schwester des späteren oldenburgischen Ministerpräsidenten Theodor Tantzen (1877–1947). Das Ehepaar hatte drei Kinder: Karl (1883–1969), bedeutender Existenzphilosoph und Professor in Heidelberg und Basel, Enno (1889–1931) Rechtsanwalt in Oldenburg und Erna Margarethe (1885–1974), die Eugen Dugend (1879–1946), den Präsidenten des Oberverwaltungsgerichts Oldenburg, heiratete.